# Гу Хунчжун

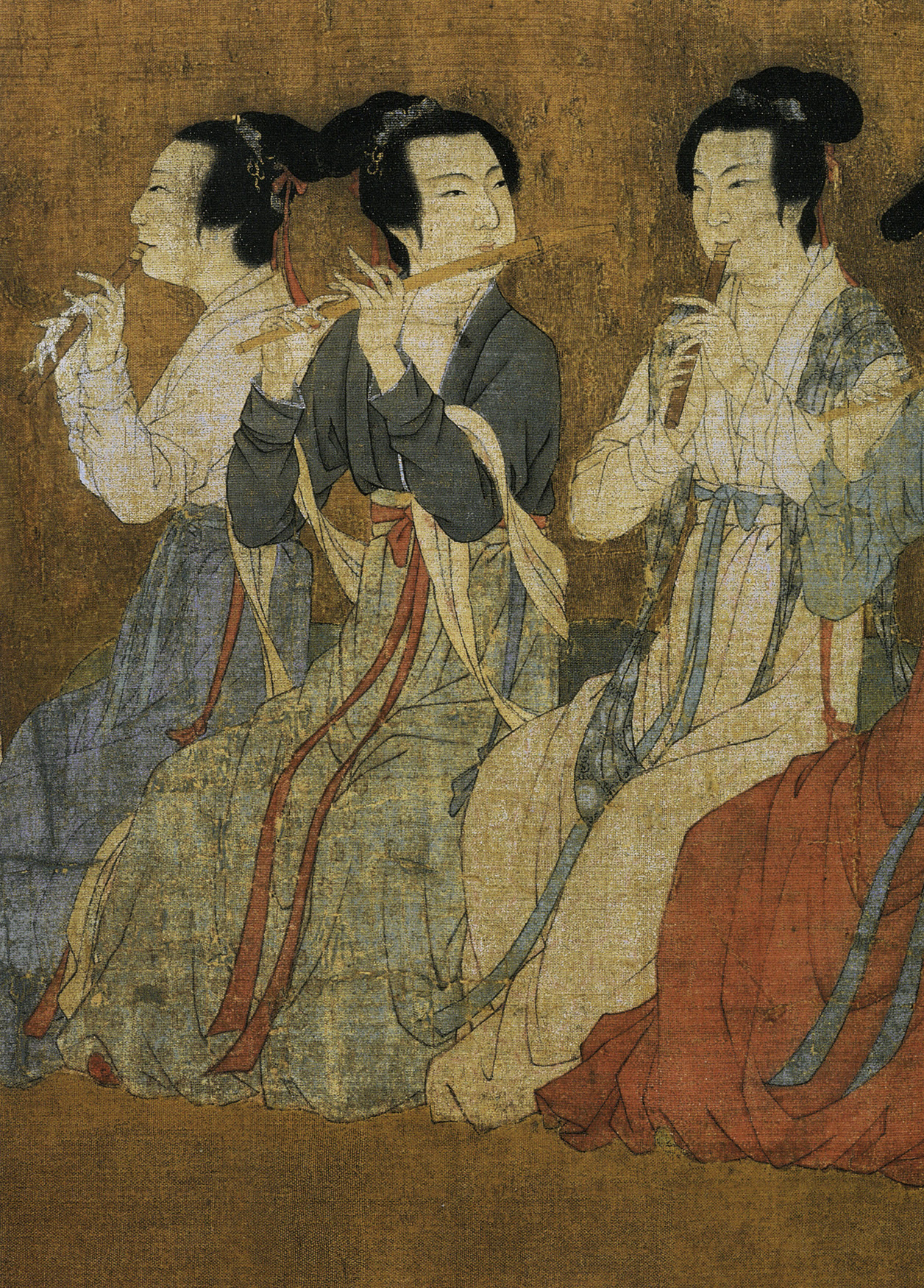
Гу Хунчжун. Ночная пирушка, деталь. Музыканты.

Гу Хунчжу́н (кит. трад. 顾闳中) — китайский художник начала X века, работавший в стиле жанровой живописи. Родился в Цзяннани. Работал при дворе императора южной Тан (одно из десяти царств) и поэта Ли Юя; был членом Академии Ханьлинь в чине дайчжао. Работы известны только по описаниям и позднейшим воспроизведениям.
Художник хорошо мог показать как человека в его повседневной жизни, так и окружающую его обстановку. Изображения его не статичны, но полны движения. От его творчества почти ничего не сохранилось, но в истории китайской живописи широкую известность имел его свиток «Ночная пирушка Хань Сицзая». Трёхметровый горизонтальный свиток был написан на шёлке тушью и неяркими, мягкими красками (красная, розовая, белая, голубая, бирюзовая, сероватая, чёрная).
Легенда утверждает, что свиток был создан при скандальных обстоятельствах. Хань Сицзай был знатным человеком, министром в правительстве императора Ли Юя, и, якобы, вёл легкомысленную жизнь; в его доме часто проходили ночные пирушки с музыкой и танцами. Слухи о его разгульной жизни дошли до императора. Государство Южная Тан пребывало в этот период не в самом лучшем положении, и у правителя Ли Юя развилась подозрительность. Поэтому он направил художника побывать у Хань Сицзая и предоставить отчёт в виде живописного свитка. В действительности Хань Сицзай был весьма образованным и просвещённым человеком, разбирался в живописи и поэзии. Он отличался благородством и скромностью, и на протяжении своей карьеры служил трём императорам. На его банкете присутствовали высокие сановники и самые популярные музыкантши и певицы. Гу Хунчжун, якобы, запечатлел по памяти самые интересные моменты, изложил их на шёлке, и преподнёс императору. Согласно легенде, император был очень обрадован тем, что его сановники разгульничают, а не плетут заговоры. По другой версии, Ли Юй только собирался назначить Хань Сицзая на министерский пост и поэтому решил узнать о его нраве и привычках.

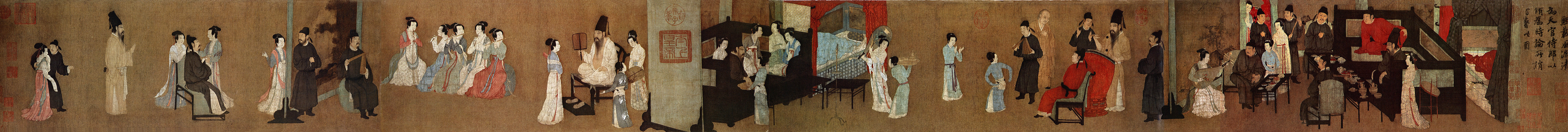
Гу Хунчжун. Ночная пирушка у Хань Сицзая. XI или XII в. Гугун, Пекин.

Ряд учёных, основываясь на том, что пейзажи, написанные на ширмах в сценах развлечений, отражают манеру, которая характерна для южносунского периода, относят время создания свитка к XII веку. То есть, по всей вероятности, это копия с оригинала. Однако крупный знаток китайской живописи Ричард Барнхарт, считает, что этот свиток был создан в северосунский период, при императоре Хуэйцзуне, так как «Ночная пирушка» впервые упоминается в каталоге императорской коллекции именно этого императора, и приводит свою версию его появления на свет (это автоматически означает, что Гу Хунчжун его не писал).

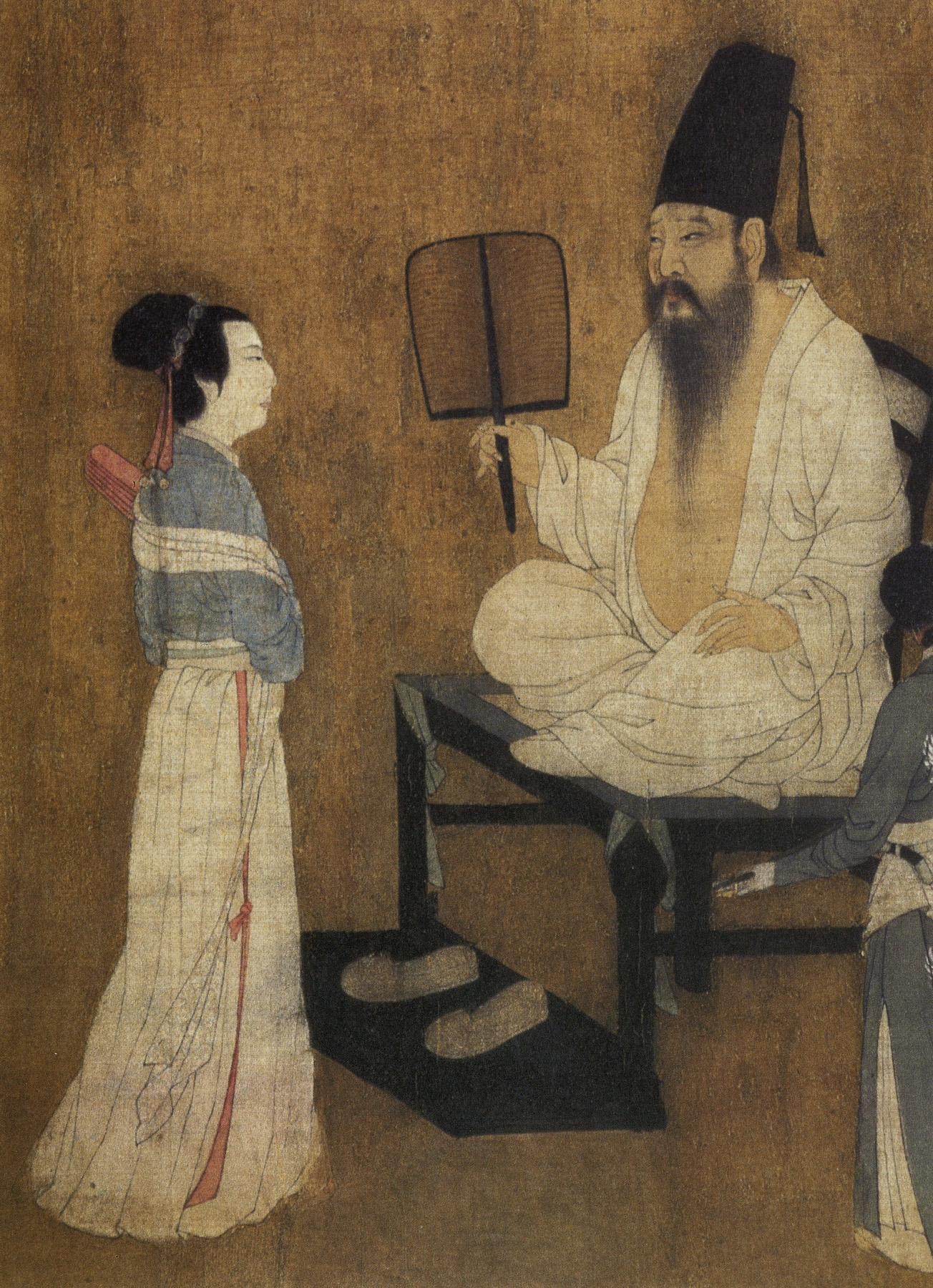
Гу Хунчжун. Ночная пирушка. Деталь. Хань Сицзая легко узнать по его внушительному виду. В свитке он изображён 5 раз.

Поскольку Хань Сицзай был крайне достойным и порядочным человеком, то он вряд ли устраивал подобные гулянки. Последний император Южной Тан Ли Юй был художником и просвещённым монархом, то есть как бы прообразом того идеала, который примерял на себя император Хуэйцзун. Ли Юй долго не хотел подчиняться сунской династии, только в 975 году он решился на это. Не исключено, что сунский Хуэйцзун хотел этим свитком принизить и каким-то образом опорочить своего предшественника и исторического соперника а заодно и весь его двор в точности так же, как сегодня в качестве борьбы со своими политическими соперниками используют карикатуры или создают порочащие их фотомонтажи. Р. Барнхарт подчёркивает, что крайне достоверный стиль изображения фигур в свитке является ярким примером сунского реализма, культивировавшегося в Академии живописи Хуэйцзуна, а пейзажи на ширмах исполнены в стиле позднего периода династии Северная Сун. Лица присутствующих на гулянке являются практически портретами, среди них особенно выделяется исполненный достоинства Хань Сицзай, портреты которого были очень популярны в начале северосунского периода.
Горизонтальный свиток размером 28.7 x 335.5 см представляет собой набор из отдельных сцен, причём в первой из них художник использует перспективу. Порой изображения строятся так, будто художник снял крышу и смотрит сверху.
Содержание сцен (справа налево, в традиционном порядке китайского письма):
- выступление певицы
- хозяин дома аккомпанирует на барабане танцовщице, которая кокетничает с ним
- хозяин дома беседует с четырьмя девушками и моет руки, готовясь к ужину
- Сицзай сидит на стуле в окружении женщин
- пять женщин играют на трубах и флейтах под управлением дирижёра с трещоткой
- мужчина беседует с двумя женщинами
- один из гостей, обняв застеснявшуюся девушку за талию, ведёт её к гостям

## Галерея

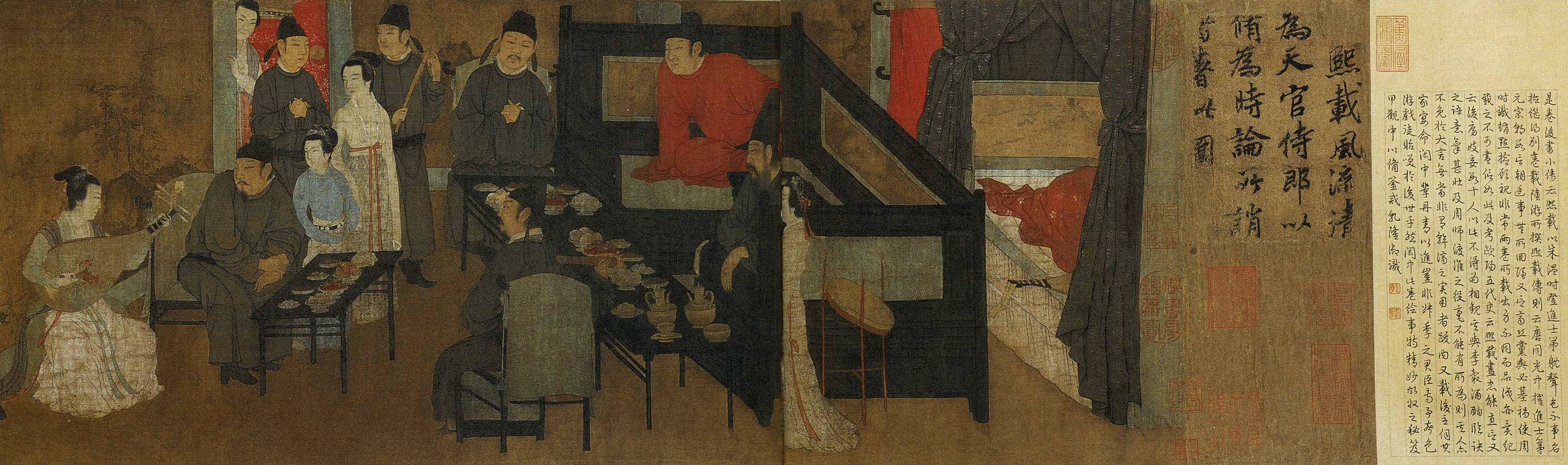
Выступление певицы.
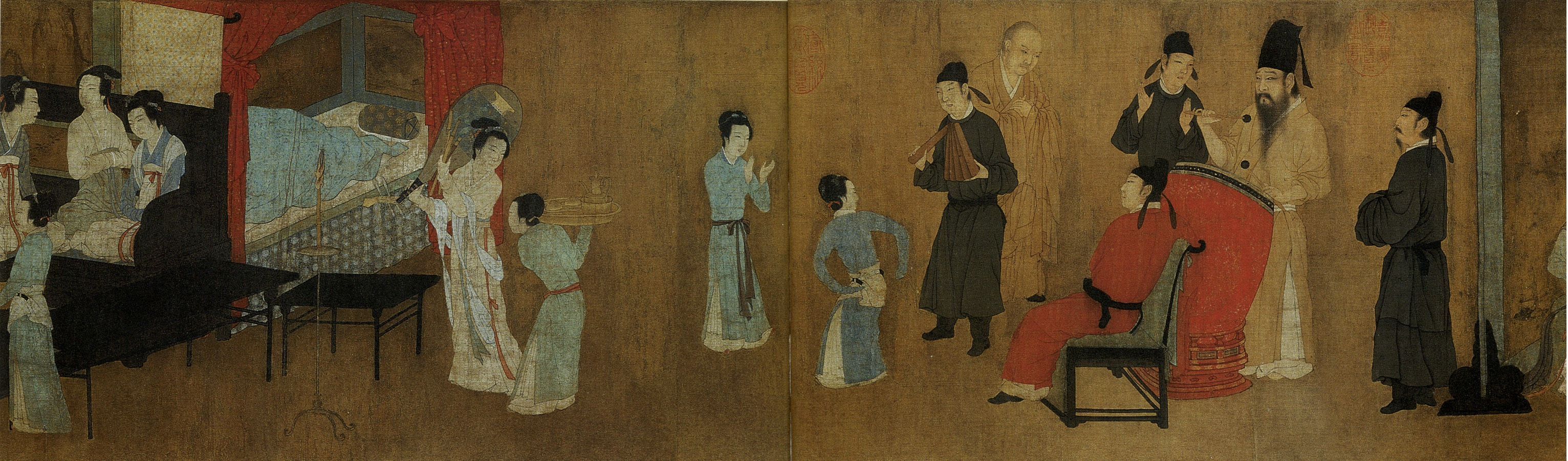
Выступление танцовщицы. Для придания большей скандальности в сцене изображён буддийский монах.
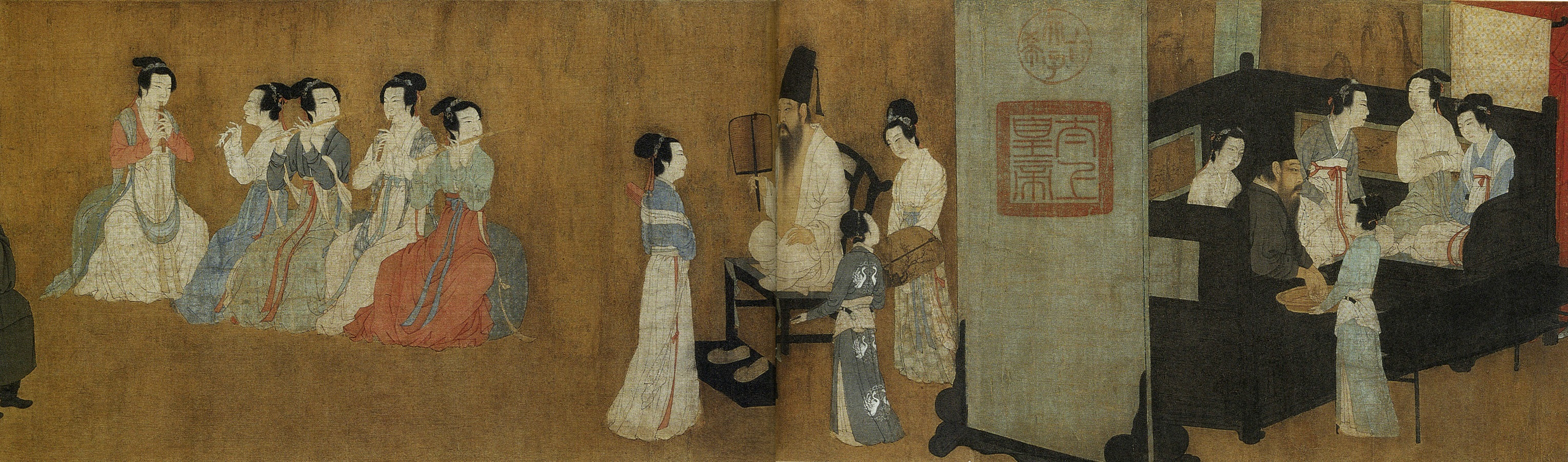
Хань Сицзай моет руки перед ужином. Хань Сицзай беседует с дамами в полуголом виде. Выступление оркестра.
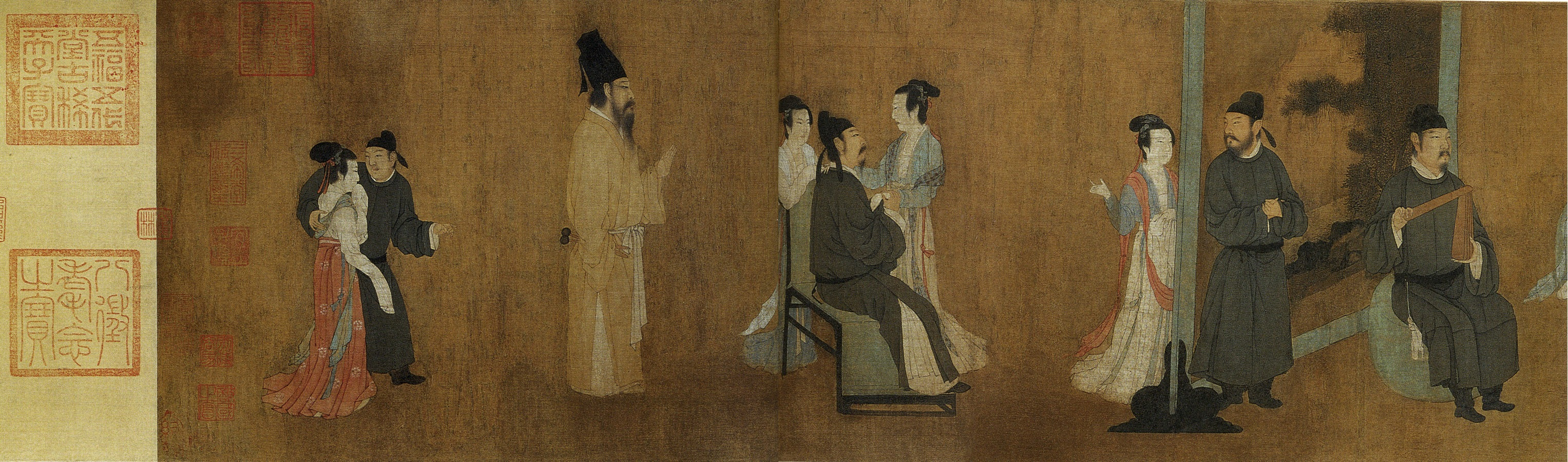
Одни из гостей флиртует с дамами, другой ведёт к гостям застеснявшуюся девушку.

## Список произведений Гу Хунчжуна
(по кн. James Cahill «An index of early Chinese painters and paintings: Tang, Sung, and Yüan» University of California Press. 1980, p. 37)
- 1. «Ночная пирушка Хань Сицзая». Гугун, Пекин. Длинный свиток, тушь, краски. Содержит колофоны Бань Вэйчжи (датирован 1326г) и других авторов. Приписывается. Выполнен с оригинала Гу Хунчжуна или какого-то иного придворного художника X века; истинную дату создания можно определить по пейзажам на экранах в свитке. Эту композицию также иногда связывают с именем Чжоу Вэньцзюя. Некоторые её части копировались поздними авторами.
- 2. «Ночная пирушка Хань Сицзая». Гугун, Тайбэй. Свиток. Имеет колофон Чжан Чэна с датой 1141 г. Это часть композиции свитка, хранящегося в Пекине.
- 3. «Петушиный бой в саду в присутствии зевак». Местонахождение неизвестно.
- 4. «Возвращение с банкета» Музей Метрополитен, Нью Йорк. Поздняя копия.